# Round Lake, Ontario
Round Lake är en sjö i Kanada.   Den ligger i countyt Renfrew County och provinsen Ontario, i den sydöstra delen av landet, 140 km väster om huvudstaden Ottawa. Round Lake ligger 166 meter över havet. Arean är 4,7 kvadratkilometer. Den sträcker sig 4,3 kilometer i nord-sydlig riktning, och 2,5 kilometer i öst-västlig riktning.
I omgivningarna runt Round Lake växer i huvudsak blandskog. Runt Round Lake är det glesbefolkat, med 13 invånare per kvadratkilometer.